# Llista de topònims de Vallromanes
Llista de topònims (noms propis de lloc) del municipi de Vallromanes, al Vallès Oriental
Informació actualitzada per un bot. Els canvis manuals es perdran quan s'actualitzi!

## arbre singular
| imatge | Nom                         | Ubicat a    | instància de   | Detalls                        | coordenades                                                                                                | Protecció | Commons (més fotos) | Dades a WD                    |
| ------ | --------------------------- | ----------- | -------------- | ------------------------------ | --- | --------- | ------------------- | ----------------------------- |
|        | Població de Carex Grioletii | Vallromanes | arbre singular |                                | 41° 31′ 30″ N, 2° 19′ 15″ E / 41.52487°N,2.32096°E ca:En diversos llocs del terme                          |           |                     | Modifica les dades a Wikidata |
|        | alzina de Cal Pirrot        | Vallromanes | arbre singular |                                | 41° 32′ 07″ N, 2° 17′ 29″ E / 41.53522°N,2.29151°E ca:Riera de Vallromanes amb l'encreuament de la BP-5002 |           |                     | Modifica les dades a Wikidata |
|        | pi de Can Martí de Dalt     | Vallromanes | arbre singular | Taxon: pi pinyer (Pinus pinea) | 41° 31′ 39″ N, 2° 19′ 27″ E / 41.527421°N,2.324074°E                                                       |           |                     | Modifica les dades a Wikidata |

## casa
| imatge | Nom                                 | Ubicat a    | instància de | Detalls                                         | coordenades                                                                                       | Protecció                                  | Commons (més fotos) | Dades a WD                    |
| ------ | ----------------------------------- | ----------- | ------------ | ----------------------------------------------- | ------------------------------------------------------------------------------------------------- | ------------------------------------------ | ------------------- | ----------------------------- |
|        | Ca l'Andreuet                       | Vallromanes | casa         | 1890                                            | 41° 32′ 15″ N, 2° 17′ 48″ E / 41.53757°N,2.29674°E ca:Carrer Sant Jordi, 2                        |                                            |                     | Modifica les dades a Wikidata |
|        | Cal Doctor Ninbó                    | Vallromanes | casa         | Estil: arquitectura popular 20th century        | 41° 31′ 55″ N, 2° 18′ 04″ E / 41.531832°N,2.301051°E ca:Avinguda de Vilassar de Dalt, 1           | bé cultural d'interès local                |                     | Modifica les dades a Wikidata |
|        | Can Boter                           | Vallromanes | casa         | Estil: arquitectura popular 1756                | 41° 31′ 51″ N, 2° 17′ 50″ E / 41.530908°N,2.297225°E ca:Nucli urbà. Carrer de Vista Alegre, 24    | bé integrant del patrimoni cultural català |                     | Modifica les dades a Wikidata |
|        | Can Cargolí                         | Vallromanes | casa         | 20th century                                    | 41° 31′ 26″ N, 2° 17′ 59″ E / 41.52384°N,2.2996°E ca:Centtre del terme                            |                                            |                     | Modifica les dades a Wikidata |
|        | Can Galantó                         | Vallromanes | casa         | 1855                                            | 41° 31′ 41″ N, 2° 18′ 24″ E / 41.52795°N,2.30658°E ca:Sud-est del terme                           |                                            |                     | Modifica les dades a Wikidata |
|        | Can Layret (o Lairet)               | Vallromanes | casa         | Estil: historicisme arquitectònic 1893          | 41° 31′ 35″ N, 2° 18′ 56″ E / 41.52637°N,2.31554°E ca:Est del terme                               |                                            |                     | Modifica les dades a Wikidata |
|        | Can Morera Xic                      | Vallromanes | casa         |                                                 | 41° 32′ 02″ N, 2° 17′ 32″ E / 41.53385°N,2.29226°E ca:Carretera BP-5002 (Granollers-Masnou)       |                                            |                     | Modifica les dades a Wikidata |
|        | Can Paret Paleta                    | Vallromanes | casa         | 1927                                            | 41° 32′ 13″ N, 2° 17′ 51″ E / 41.53704°N,2.29743°E ca:Carrer Rafael de Casanovas, 18              |                                            |                     | Modifica les dades a Wikidata |
|        | Can Patatetes                       | Vallromanes | casa         |                                                 | 41° 31′ 54″ N, 2° 18′ 53″ E / 41.53168°N,2.31474°E ca:Est del terme. Avinguda de Vilassar de Dalt |                                            |                     | Modifica les dades a Wikidata |
|        | Can Sastre (o Torre de Sant Isidre) | Vallromanes | casa         | 19th century                                    | 41° 31′ 30″ N, 2° 19′ 06″ E / 41.52502°N,2.31823°E ca:Est del terme                               |                                            |                     | Modifica les dades a Wikidata |
|        | Can Xocolater                       | Vallromanes | casa         |                                                 | 41° 31′ 21″ N, 2° 18′ 12″ E / 41.52247°N,2.30334°E ca:Sud -est del terme                          |                                            |                     | Modifica les dades a Wikidata |
|        | Torre de Can Balet                  | Vallromanes | casa         | Estil: arquitectura popular 19th century        | 41° 31′ 47″ N, 2° 18′ 30″ E / 41.529669°N,2.308254°E ca:Riera de Vallromanes                      | bé integrant del patrimoni cultural català |                     | Modifica les dades a Wikidata |
|        | Villa Elisabeth                     | Vallromanes | casa         | Estil: noucentisme 1907                         | 41° 32′ 12″ N, 2° 17′ 46″ E / 41.536647°N,2.295976°E ca:Carrer Pere Casanovas, 52                 | bé cultural d'interès local                |                     | Modifica les dades a Wikidata |
|        | Villa Isabel                        | Vallromanes | casa         | Estil: noucentisme Estat: enderrocat o destruït | 41° 32′ 12″ N, 2° 17′ 45″ E / 41.536657°N,2.295782°E                                              | bé integrant del patrimoni cultural català |                     | Modifica les dades a Wikidata |
|        | la Joiosa                           | Vallromanes | casa         | Estil: arquitectura modernista 1914             | 41° 32′ 06″ N, 2° 17′ 50″ E / 41.535115°N,2.297264°E ca:Carrer de la Marinada, 5                  | bé cultural d'interès local                |                     | Modifica les dades a Wikidata |

## curs d'aigua
| imatge | Nom                 | Ubicat a | instància de     | Detalls                        | coordenades                                                                                               | Protecció | Commons (més fotos) | Dades a WD                    |
| ------ | ------------------- | --- | ---------------- | ------------------------------ | --- | --------- | ------------------- | ----------------------------- |
|        | Mogent              | Llinars del Vallès Vilalba Sasserra la Roca del Vallès Vallromanes Montornès del Vallès Vilanova del Vallès | curs d'aigua riu | Desemboca: Besòs Llarg: 31.4km | 41° 38′ 06″ N, 2° 27′ 14″ E / 41.635103°N,2.453769°E 41° 32′ 48″ N, 2° 15′ 05″ E / 41.546602°N,2.251394°E |           | Mogent              | Modifica les dades a Wikidata |
|        | riera d’Ardenya     | Montornès del Vallès Vilanova del Vallès Vallromanes                                                        | curs d'aigua     | Desemboca: Mogent Llarg: 3.5km | 41° 32′ 27″ N, 2° 18′ 30″ E / 41.54078°N,2.30836°E 41° 33′ 18″ N, 2° 16′ 41″ E / 41.554967°N,2.278157°E   |           | Riera d’Ardenya     | Modifica les dades a Wikidata |
|        | torrent d'en Cuquet | Vilanova del Vallès Vallromanes Premià de Dalt Vilassar de Dalt                                             | curs d'aigua     | Desemboca: riera d’Ardenya     | 41° 31′ 07″ N, 2° 20′ 14″ E / 41.518557°N,2.337191°E 41° 32′ 27″ N, 2° 18′ 30″ E / 41.540773°N,2.308362°E |           | Torrent d'en Cuquet | Modifica les dades a Wikidata |

## element arquitectònic
| imatge | Nom                            | Ubicat a    | instància de          | Detalls | coordenades | Protecció | Commons (més fotos) | Dades a WD                    |
| ------ | ------------------------------ | ----------- | --------------------- | ------- | --- | --------- | ------------------- | ----------------------------- |
|        | Coetera de Can Gurguí Gros     | Vallromanes | element arquitectònic | 1902    | 41° 31′ 23″ N, 2° 19′ 18″ E / 41.52292°N,2.32178°E ca:Est del terme                                                    |           |                     | Modifica les dades a Wikidata |
|        | Dolmen de Can Gurri            | Vallromanes | element arquitectònic |         | 41° 31′ 17″ N, 2° 16′ 49″ E / 41.5214°N,2.28027°E ca:Bosc de Can Malloles                                              |           |                     | Modifica les dades a Wikidata |
|        | Escut nobiliari de can Mayoles | Vallromanes | element arquitectònic |         | 41° 31′ 42″ N, 2° 17′ 30″ E / 41.5282°N,2.29169°E ca:Carretera BP-5002, Km 7-8                                         |           |                     | Modifica les dades a Wikidata |
|        | Pou de Can Galantó             | Vallromanes | element arquitectònic |         | 41° 31′ 40″ N, 2° 18′ 25″ E / 41.52786°N,2.30685°E ca:Sud-est del terme                                                |           |                     | Modifica les dades a Wikidata |
|        | Pou de Can Liro                | Vallromanes | element arquitectònic |         | 41° 31′ 53″ N, 2° 16′ 54″ E / 41.53139°N,2.28155°E ca:Casa de Can Liro. Avinguda de Can Corbera                        |           |                     | Modifica les dades a Wikidata |
|        | Pou de Can Morera Xic          | Vallromanes | element arquitectònic |         | 41° 32′ 02″ N, 2° 17′ 32″ E / 41.53378°N,2.29223°E ca:Casa de can Morera Xic. Carretera BP-5002 (Granollers-El Masnou) |           |                     | Modifica les dades a Wikidata |
|        | Pou de Can Rafart              | Vallromanes | element arquitectònic | 1914    | 41° 32′ 14″ N, 2° 17′ 54″ E / 41.53715°N,2.29835°E ca:Carrer de la Marinada, 5                                         |           |                     | Modifica les dades a Wikidata |
|        | Pou de Can Serrador            | Vallromanes | element arquitectònic |         | 41° 31′ 36″ N, 2° 18′ 26″ E / 41.52663°N,2.30736°E ca:Centre del terme. Camí de Teià                                   |           |                     | Modifica les dades a Wikidata |

## església
| imatge | Nom                                 | Ubicat a    | instància de                 | Detalls                                                        | coordenades                                                                                  | Protecció                   | Commons (més fotos)                 | Dades a WD                    |
| ------ | ----------------------------------- | ----------- | ---------------------------- | -------------------------------------------------------------- | -------------------------------------------------------------------------------------------- | --------------------------- | ----------------------------------- | ----------------------------- |
|        | Sant Andreu del Castellvell         | Vallromanes | església                     | Estil: arquitectura romànica arquitectura barroca 12nd century | 41° 31′ 54″ N, 2° 17′ 08″ E / 41.53178°N,2.285477°E ca:Club de Golf Vallromanes 145 msnm     | bé cultural d'interès local | Sant Andreu del Castellvell         | Modifica les dades a Wikidata |
|        | Sant Vicenç de Vallromanes          | Vallromanes | església església parroquial | Arquitecte: Josep Maria Pericas i Morros 1908                  | 41° 31′ 55″ N, 2° 17′ 53″ E / 41.532022°N,2.298184°E ca:Nucli urbà. Plaça de l'Església, s/n | bé cultural d'interès local | Sant Vicenç de Vallromanes          | Modifica les dades a Wikidata |
|        | capella de Sant Miquel de Montornès | Vallromanes | església                     | Estat: enderrocat o destruït                                   | 41° 31′ 45″ N, 2° 16′ 24″ E / 41.52919444444444°N,2.273361111111111°E                        |                             | Capella de Sant Miquel de Montornès | Modifica les dades a Wikidata |

## font
| imatge | Nom                           | Ubicat a    | instància de                   | Detalls      | coordenades                                                                                              | Protecció | Commons (més fotos) | Dades a WD                    |
| ------ | ----------------------------- | ----------- | ------------------------------ | ------------ | --- | --------- | ------------------- | ----------------------------- |
|        | font d'En Mureu (o del Moreu) | Vallromanes | font                           |              | 41° 31′ 40″ N, 2° 17′ 27″ E / 41.52768°N,2.29094°E ca:Sot de Vellucre                                    |           |                     | Modifica les dades a Wikidata |
|        | font de Can Barbeta           | Vallromanes | font                           |              | 41° 31′ 21″ N, 2° 16′ 34″ E / 41.5226°N,2.27598°E ca:Oest del terme                                      |           |                     | Modifica les dades a Wikidata |
|        | font de Can Gurguí            | Vallromanes | font                           |              | 41° 31′ 12″ N, 2° 19′ 14″ E / 41.519988°N,2.320544°E 330 msnm                                            |           | Font de Can Gurguí  | Modifica les dades a Wikidata |
|        | font de Can Gurguí            | Vallromanes | font estructura arquitectònica |              | 41° 31′ 12″ N, 2° 19′ 14″ E / 41.52008056640625°N,2.320620059967041°E ca:Al costat del mas de Can Gurguí |           |                     | Modifica les dades a Wikidata |
|        | font de Can Morera            | Vallromanes | font                           | 1993         | 41° 32′ 05″ N, 2° 17′ 41″ E / 41.53466°N,2.29474°E ca:Riera de Vallromanes                               |           |                     | Modifica les dades a Wikidata |
|        | font de Can Rafart            | Vallromanes | font                           | 1914         | 41° 32′ 14″ N, 2° 17′ 54″ E / 41.53719°N,2.29843°E ca:Carrer de la Marinada, 5                           |           |                     | Modifica les dades a Wikidata |
|        | font de Can Vinardell         | Vallromanes | font                           |              | 41° 31′ 56″ N, 2° 16′ 54″ E / 41.53209°N,2.28161°E ca:Al sud de la casa de Can Vinardell                 |           |                     | Modifica les dades a Wikidata |
|        | font de Sant Joaquim          | Vallromanes | font                           | 19th century | 41° 31′ 37″ N, 2° 18′ 57″ E / 41.5269°N,2.3157°E ca:Est del terme                                        |           |                     | Modifica les dades a Wikidata |

## masia
| imatge | Nom                        | Ubicat a    | instància de      | Detalls                                  | coordenades                                                                                               | Protecció                                  | Commons (més fotos)      | Dades a WD                    |
| ------ | -------------------------- | ----------- | ----------------- | ---------------------------------------- | --- | ------------------------------------------ | ------------------------ | ----------------------------- |
|        | Ca l'Agustí                | Vallromanes | masia             |                                          | 41° 32′ 09″ N, 2° 17′ 44″ E / 41.5357984344475°N,2.29568354889265°E                                       |                                            |                          | Modifica les dades a Wikidata |
|        | Ca l'Agutzil               | Vallromanes | masia             |                                          | 41° 31′ 30″ N, 2° 18′ 47″ E / 41.5251224171463°N,2.31316693081983°E                                       |                                            |                          | Modifica les dades a Wikidata |
|        | Cal Burrech (o Bórrec)     | Vallromanes | masia             |                                          | 41° 31′ 31″ N, 2° 19′ 03″ E / 41.5252°N,2.31737°E ca:Est del terme                                        |                                            |                          | Modifica les dades a Wikidata |
|        | Cal Cabrit                 | Vallromanes | masia             |                                          | 41° 31′ 56″ N, 2° 18′ 34″ E / 41.532225300858°N,2.30950761901678°E                                        |                                            |                          | Modifica les dades a Wikidata |
|        | Cal Marxant                | Vallromanes | masia             |                                          | 41° 31′ 54″ N, 2° 18′ 11″ E / 41.5316098951484°N,2.30305310969917°E                                       |                                            |                          | Modifica les dades a Wikidata |
|        | Can Balet                  | Vallromanes | masia             | Estil: arquitectura popular              | 41° 31′ 46″ N, 2° 18′ 31″ E / 41.529528°N,2.308663°E ca:Riera de Vallromanes                              | bé integrant del patrimoni cultural català |                          | Modifica les dades a Wikidata |
|        | Can Beco                   | Vallromanes | masia             |                                          | 41° 31′ 42″ N, 2° 18′ 08″ E / 41.5283718971592°N,2.30233271242949°E                                       |                                            |                          | Modifica les dades a Wikidata |
|        | Can Brutau Gros            | Vallromanes | masia             |                                          | 41° 31′ 34″ N, 2° 17′ 43″ E / 41.5260595230656°N,2.29535768018492°E                                       |                                            |                          | Modifica les dades a Wikidata |
|        | Can Bórrec                 | Vallromanes | masia             |                                          | 41° 31′ 24″ N, 2° 19′ 01″ E / 41.5232536228671°N,2.31698612010467°E                                       |                                            |                          | Modifica les dades a Wikidata |
|        | Can Cirera                 | Vallromanes | masia             | Estil: arquitectura popular 17th century | 41° 31′ 29″ N, 2° 17′ 49″ E / 41.524763°N,2.296848°E ca:Carretera BP-5002, Km 7-8                         | bé cultural d'interès local                |                          | Modifica les dades a Wikidata |
|        | Can Colomer                | Vallromanes | masia             | Estil: arquitectura popular              | 41° 32′ 31″ N, 2° 17′ 09″ E / 41.541846°N,2.285933°E ca:Carretera BP-5002, Km. 9-10                       | bé cultural d'interès local                |                          | Modifica les dades a Wikidata |
|        | Can Corbera                | Vallromanes | masia             |                                          | 41° 31′ 47″ N, 2° 16′ 42″ E / 41.5297554834073°N,2.27840425014659°E ca:Avinguda o camí de Can Corbera     |                                            |                          | Modifica les dades a Wikidata |
|        | Can Fuster                 | Vallromanes | masia             | 18th century                             | 41° 31′ 48″ N, 2° 19′ 27″ E / 41.53001°N,2.3243°E ca:Veïnat de Can Fuster                                 |                                            |                          | Modifica les dades a Wikidata |
|        | Can Gallemí                | Vallromanes | masia             |                                          | 41° 31′ 08″ N, 2° 19′ 28″ E / 41.5189652469785°N,2.32446177776704°E ca:Solella de Can Gallemí             |                                            |                          | Modifica les dades a Wikidata |
|        | Can Genís Paret            | Vallromanes | masia             | Estil: arquitectura popular 17th century | 41° 31′ 25″ N, 2° 18′ 29″ E / 41.523671°N,2.307998°E 245 msnm                                             |                                            | Can Genís Paret          | Modifica les dades a Wikidata |
|        | Can Ginestet               | Vallromanes | masia             | 20th century                             | 41° 31′ 46″ N, 2° 17′ 22″ E / 41.52939°N,2.28942°E ca:Avinguda de Can Corbera                             |                                            |                          | Modifica les dades a Wikidata |
|        | Can Gordi                  | Vallromanes | masia             |                                          | 41° 31′ 08″ N, 2° 17′ 50″ E / 41.5189092876944°N,2.29708914513596°E ca:Turó d'en Cabús                    |                                            |                          | Modifica les dades a Wikidata |
|        | Can Guiu                   | Vallromanes | masia             |                                          | 41° 31′ 46″ N, 2° 18′ 33″ E / 41.5295032467364°N,2.30920093666557°E                                       |                                            |                          | Modifica les dades a Wikidata |
|        | Can Gurguí                 | Vallromanes | masia             | Estil: arquitectura popular 18th century | 41° 31′ 16″ N, 2° 19′ 14″ E / 41.521096°N,2.320582°E ca:Camí de Vallromanes a Teià 337 msnm               | bé integrant del patrimoni cultural català | Can Gurguí (Vallromanes) | Modifica les dades a Wikidata |
|        | Can Gurguí Xic             | Vallromanes | masia             |                                          | 41° 31′ 20″ N, 2° 18′ 49″ E / 41.5222969392213°N,2.31364026939558°E                                       |                                            |                          | Modifica les dades a Wikidata |
|        | Can Lairet                 | Vallromanes | masia             |                                          | 41° 31′ 28″ N, 2° 18′ 52″ E / 41.5243469803306°N,2.31454150963471°E                                       |                                            |                          | Modifica les dades a Wikidata |
|        | Can Liro                   | Vallromanes | masia             |                                          | 41° 31′ 53″ N, 2° 16′ 53″ E / 41.53143°N,2.28135°E ca:Avinguda de Can Corbera s/n                         |                                            |                          | Modifica les dades a Wikidata |
|        | Can Lledó                  | Vallromanes | masia             |                                          | 41° 31′ 55″ N, 2° 17′ 36″ E / 41.5320016422532°N,2.29344717144523°E                                       |                                            |                          | Modifica les dades a Wikidata |
|        | Can Martí de Dalt          | Vallromanes | masia             |                                          | 41° 31′ 33″ N, 2° 19′ 23″ E / 41.5257847126862°N,2.32308436856132°E                                       |                                            |                          | Modifica les dades a Wikidata |
|        | Can Matagalls              | Vallromanes | masia             |                                          | 41° 31′ 40″ N, 2° 18′ 31″ E / 41.5276446865241°N,2.30869330685832°E                                       |                                            |                          | Modifica les dades a Wikidata |
|        | Can Maura                  | Vallromanes | masia             |                                          | 41° 31′ 30″ N, 2° 18′ 33″ E / 41.5249903583057°N,2.30916503937752°E                                       |                                            |                          | Modifica les dades a Wikidata |
|        | Can Mayoles                | Vallromanes | masia             | Estil: arquitectura popular              | 41° 31′ 35″ N, 2° 17′ 26″ E / 41.526372°N,2.29049°E ca:Carretera BP-5002, Km 7-8                          | bé integrant del patrimoni cultural català |                          | Modifica les dades a Wikidata |
|        | Can Mitjans                | Vallromanes | masia             |                                          | 41° 31′ 44″ N, 2° 17′ 18″ E / 41.5289521660283°N,2.28825418780542°E                                       |                                            |                          | Modifica les dades a Wikidata |
|        | Can Palauet                | Vallromanes | masia             |                                          | 41° 31′ 53″ N, 2° 18′ 24″ E / 41.5313339760301°N,2.30658026738844°E                                       |                                            |                          | Modifica les dades a Wikidata |
|        | Can Passeres               | Vallromanes | masia             |                                          | 41° 31′ 38″ N, 2° 18′ 21″ E / 41.5272129755656°N,2.30580920392029°E                                       |                                            |                          | Modifica les dades a Wikidata |
|        | Can Pau Carló              | Vallromanes | masia             |                                          | 41° 31′ 21″ N, 2° 18′ 27″ E / 41.5223870417213°N,2.30763462600408°E ca:Camí de Teià                       |                                            |                          | Modifica les dades a Wikidata |
|        | Can Pet                    | Vallromanes | masia             |                                          | 41° 31′ 25″ N, 2° 18′ 15″ E / 41.5235107198277°N,2.30427866022974°E                                       |                                            |                          | Modifica les dades a Wikidata |
|        | Can Pirrot                 | Vallromanes | masia             |                                          | 41° 32′ 01″ N, 2° 17′ 50″ E / 41.5336637826999°N,2.29716917990482°E                                       |                                            |                          | Modifica les dades a Wikidata |
|        | Can Poal                   | Vallromanes | masia             | Estil: arquitectura popular              | 41° 31′ 55″ N, 2° 17′ 55″ E / 41.531809°N,2.298702°E ca:Av. de Vilassar de Dalt                           | bé cultural d'interès local                | Can Poal                 | Modifica les dades a Wikidata |
|        | Can Poc-esmorzar           | Vallromanes | masia             |                                          | 41° 31′ 18″ N, 2° 17′ 57″ E / 41.5217675616108°N,2.29904777281983°E                                       |                                            |                          | Modifica les dades a Wikidata |
|        | Can Pona                   | Vallromanes | masia             |                                          | 41° 31′ 12″ N, 2° 18′ 29″ E / 41.5200204272025°N,2.30801940121658°E ca:Sud Est del terme                  |                                            |                          | Modifica les dades a Wikidata |
|        | Can Pont                   | Vallromanes | masia             |                                          | 41° 31′ 42″ N, 2° 17′ 44″ E / 41.5284656414518°N,2.29554732928323°E                                       |                                            |                          | Modifica les dades a Wikidata |
|        | Can Raspall                | Vallromanes | masia             |                                          | 41° 31′ 40″ N, 2° 19′ 27″ E / 41.52764°N,2.32419°E ca:Est del terme                                       |                                            |                          | Modifica les dades a Wikidata |
|        | Can Ratat                  | Vallromanes | masia             |                                          | 41° 31′ 21″ N, 2° 18′ 41″ E / 41.5224901232029°N,2.31130106886549°E ca:Est del terme                      |                                            |                          | Modifica les dades a Wikidata |
|        | Can Rei                    | Vallromanes | masia             |                                          | 41° 32′ 25″ N, 2° 18′ 18″ E / 41.5403851988534°N,2.30490107126659°E                                       |                                            |                          | Modifica les dades a Wikidata |
|        | Can Ribó                   | Vallromanes | masia             | Estil: arquitectura neoclàssica 1900     | 41° 31′ 22″ N, 2° 18′ 04″ E / 41.5229063877861°N,2.30116890232206°E ca:Centre del terme                   |                                            |                          | Modifica les dades a Wikidata |
|        | Can Roig                   | Vallromanes | masia             |                                          | 41° 31′ 34″ N, 2° 18′ 19″ E / 41.5260483547063°N,2.30536618170242°E                                       |                                            |                          | Modifica les dades a Wikidata |
|        | Can Roig Cerdà             | Vallromanes | masia             |                                          | 41° 31′ 06″ N, 2° 18′ 17″ E / 41.5183783909824°N,2.30458530784565°E                                       |                                            |                          | Modifica les dades a Wikidata |
|        | Can Sala Gros              | Vallromanes | masia             |                                          | 41° 31′ 40″ N, 2° 18′ 38″ E / 41.5276646305774°N,2.31051502513787°E ca:Pujant per la Riera de Vallromanes |                                            |                          | Modifica les dades a Wikidata |
|        | Can Sala Xic               | Vallromanes | masia             |                                          | 41° 31′ 43″ N, 2° 18′ 53″ E / 41.5287261975169°N,2.31481892344811°E ca:Avinguda de Vilassar de Dalt       |                                            |                          | Modifica les dades a Wikidata |
|        | Can Saleta                 | Vallromanes | masia             |                                          | 41° 31′ 51″ N, 2° 18′ 18″ E / 41.5308102435095°N,2.30487172444149°E                                       |                                            |                          | Modifica les dades a Wikidata |
|        | Can Serra                  | Vallromanes | masia             |                                          | 41° 31′ 29″ N, 2° 18′ 13″ E / 41.5247044101317°N,2.30357069465848°E                                       |                                            |                          | Modifica les dades a Wikidata |
|        | Can Tià                    | Vallromanes | masia             |                                          | 41° 32′ 19″ N, 2° 18′ 17″ E / 41.538744668528°N,2.3047542262982°E                                         |                                            |                          | Modifica les dades a Wikidata |
|        | Can Tormo                  | Vallromanes | masia             |                                          | 41° 31′ 52″ N, 2° 17′ 11″ E / 41.5309757221688°N,2.28630210173942°E                                       |                                            |                          | Modifica les dades a Wikidata |
|        | Can Tàvec                  | Vallromanes | masia             |                                          | 41° 31′ 48″ N, 2° 18′ 50″ E / 41.5300356820363°N,2.3138821204888°E                                        |                                            |                          | Modifica les dades a Wikidata |
|        | Can Viló                   | Vallromanes | masia             |                                          | 41° 31′ 40″ N, 2° 19′ 04″ E / 41.5279148202906°N,2.31772820146426°E                                       |                                            |                          | Modifica les dades a Wikidata |
|        | Can Vinardell              | Vallromanes | masia             |                                          | 41° 31′ 52″ N, 2° 16′ 52″ E / 41.5309877535768°N,2.28100371956789°E                                       |                                            |                          | Modifica les dades a Wikidata |
|        | Mas Morera                 | Vallromanes | masia             | Estil: arquitectura modernista           | 41° 31′ 55″ N, 2° 17′ 28″ E / 41.532023°N,2.291064°E                                                      |                                            |                          | Modifica les dades a Wikidata |
|        | Torre Capell               | Vallromanes | masia             |                                          | 41° 31′ 53″ N, 2° 17′ 06″ E / 41.5313105317012°N,2.28509971653017°E                                       |                                            |                          | Modifica les dades a Wikidata |
|        | Torre Tavernera            | Vallromanes | masia casa pairal | Estil: arquitectura popular 1718         | 41° 31′ 54″ N, 2° 17′ 06″ E / 41.531688°N,2.28487°E ca:Pg. Torre Tavernera, s/n                           | bé integrant del patrimoni cultural català | Torre Tavernera          | Modifica les dades a Wikidata |
|        | Vista Hermosa              | Vallromanes | masia             |                                          | 41° 31′ 29″ N, 2° 17′ 52″ E / 41.5246055753893°N,2.29768671783346°E                                       |                                            |                          | Modifica les dades a Wikidata |
|        | el Botet                   | Vallromanes | masia             |                                          | 41° 31′ 29″ N, 2° 17′ 24″ E / 41.5247302693501°N,2.29012230506685°E                                       |                                            |                          | Modifica les dades a Wikidata |
|        | el Raspall                 | Vallromanes | masia             |                                          | 41° 31′ 33″ N, 2° 19′ 24″ E / 41.5258403051549°N,2.32334748227828°E                                       |                                            |                          | Modifica les dades a Wikidata |
|        | la Ginesta                 | Vallromanes | masia             |                                          | 41° 31′ 36″ N, 2° 17′ 26″ E / 41.5265339065736°N,2.29047416116814°E                                       |                                            |                          | Modifica les dades a Wikidata |
|        | masoveria de Can Patatetes | Vallromanes | masia             | 19th century                             | 41° 31′ 56″ N, 2° 18′ 52″ E / 41.53226°N,2.31457°E ca:Est del terme. Avinguda de Vilassar de Dalt         |                                            |                          | Modifica les dades a Wikidata |

## monument
| imatge | Nom                             | Ubicat a    | instància de | Detalls | coordenades                                                                                  | Protecció | Commons (més fotos) | Dades a WD                    |
| ------ | ------------------------------- | ----------- | ------------ | ------- | -------------------------------------------------------------------------------------------- | --------- | ------------------- | ----------------------------- |
|        | Escultura Alzines Metàl·liques  | Vallromanes | monument     |         | 41° 31′ 57″ N, 2° 17′ 54″ E / 41.532440185546875°N,2.298198938369751°E ca:Av. de Can Galvany |           |                     | Modifica les dades a Wikidata |
|        | Escultura L'Alba i el Capvespre | Vallromanes | monument     |         | 41° 31′ 53″ N, 2° 17′ 52″ E / 41.53150177001953°N,2.297903060913086°E ca:Plaça de l'Església |           |                     | Modifica les dades a Wikidata |

## muntanya
| imatge | Nom                 | Ubicat a                         | instància de | Detalls | coordenades                                                                                   | Protecció | Commons (més fotos)               | Dades a WD                    |
| ------ | ------------------- | -------------------------------- | ------------ | ------- | --------------------------------------------------------------------------------------------- | --------- | --------------------------------- | ----------------------------- |
|        | Turó de Can Cirera  | Vallromanes                      | muntanya     |         | 41° 31′ 30″ N, 2° 18′ 05″ E / 41.5251°N,2.30128°E 275.2 msnm                                  |           |                                   | Modifica les dades a Wikidata |
|        | Turó de Can Colomer | Vallromanes                      | muntanya     |         | 41° 30′ 53″ N, 2° 18′ 27″ E / 41.5147°N,2.30741°E 359.8 msnm                                  |           | Turó de Can Colomer (Vallromanes) | Modifica les dades a Wikidata |
|        | Turó de Can Rabassa | Vallromanes Vilanova del Vallès  | muntanya     |         | 41° 32′ 22″ N, 2° 17′ 54″ E / 41.53933333°N,2.29830556°E 223.9 msnm                           |           |                                   | Modifica les dades a Wikidata |
|        | Turó de Lledó       | Vallromanes Premià de Dalt Teià  | muntanya     |         | 41° 31′ 01″ N, 2° 19′ 24″ E / 41.516941°N,2.323359°E 498 msnm                                 |           | Turó de Lledó                     | Modifica les dades a Wikidata |
|        | Turó de Mas Miquel  | Vallromanes                      | muntanya     |         | 41° 32′ 05″ N, 2° 18′ 28″ E / 41.5348°N,2.30789°E 312.7 msnm                                  |           |                                   | Modifica les dades a Wikidata |
|        | el Pedró            | Vallromanes                      | muntanya     |         | 41° 31′ 48″ N, 2° 17′ 41″ E / 41.53005556°N,2.29480556°E 230.5 msnm                           |           |                                   | Modifica les dades a Wikidata |
|        | turó de la Salve    | Vallromanes Montornès del Vallès | muntanya     |         | 41° 31′ 53″ N, 2° 16′ 35″ E / 41.531471°N,2.276499°E ca:08170 - Montornès del Vallès 316 msnm |           | Turó de la Salve                  | Modifica les dades a Wikidata |

## nucli de població
| imatge | Nom         | Ubicat a    | instància de      | Detalls | coordenades                                                       | Protecció | Commons (més fotos) | Dades a WD                    |
| ------ | ----------- | ----------- | ----------------- | ------- | ----------------------------------------------------------------- | --------- | ------------------- | ----------------------------- |
|        | Cal Marxant | Vallromanes | nucli de població |         | 41° 31′ 57″ N, 2° 18′ 22″ E / 41.532447255989°N,2.3060203791088°E |           |                     | Modifica les dades a Wikidata |
|        | Can Corbera | Vallromanes | nucli de població |         | 41° 31′ 46″ N, 2° 16′ 17″ E / 41.529530249197°N,2.2712903943108°E |           |                     | Modifica les dades a Wikidata |

## pou
| imatge | Nom                  | Ubicat a    | instància de                  | Detalls | coordenades | Protecció | Commons (més fotos) | Dades a WD                    |
| ------ | -------------------- | ----------- | ----------------------------- | ------- | --- | --------- | ------------------- | ----------------------------- |
|        | Pou Nou de Can Boter | Vallromanes | pou element arquitectònic     | 1958    | 41° 31′ 58″ N, 2° 17′ 55″ E / 41.5328°N,2.29853°E ca:Nucli urbà. Carrer de Vista Alegre, 9                     |           |                     | Modifica les dades a Wikidata |
|        | pou de la Rectoria   | Vallromanes | pou estructura arquitectònica |         | 41° 31′ 55″ N, 2° 17′ 53″ E / 41.53190994262695°N,2.298135042190552°E ca:Plaça de l'Església / Mossèn València |           |                     | Modifica les dades a Wikidata |

## Misc
| imatge | Nom                              | Ubicat a                         | instància de                                                                   | Detalls                       | coordenades | Protecció                                            | Commons (més fotos)  | Dades a WD                    |
| ------ | -------------------------------- | -------------------------------- | ------------------------------------------------------------------------------ | ----------------------------- | --- | ---------------------------------------------------- | -------------------- | ----------------------------- |
|        | Antiga escola de Vallromanes     | Vallromanes                      | edifici escolar edifici                                                        | Estil: noucentisme 1934       | 41° 32′ 01″ N, 2° 17′ 50″ E / 41.53361511230469°N,2.2970900535583496°E 41° 32′ 01″ N, 2° 17′ 55″ E / 41.53374°N,2.29862°E ca:Escoles ca:Nord del terme |                                                      |                      | Modifica les dades a Wikidata |
|        | Can Peret Paleta                 | Vallromanes                      | edifici residencial                                                            | Estil: arquitectura eclèctica | 41° 32′ 04″ N, 2° 17′ 36″ E / 41.534542083740234°N,2.2934720516204834°E ca:Rafael Casanova, 18                                                         |                                                      |                      | Modifica les dades a Wikidata |
|        | Castell de Montornès             | Montornès del Vallès Vallromanes | castell                                                                        |                               | 41° 31′ 39″ N, 2° 16′ 20″ E / 41.5275°N,2.27222222°E ca:08170 - Montornès del Vallès                                                                   | bé d'interès cultural bé cultural d'interès nacional | Castell de Montornès | Modifica les dades a Wikidata |
|        | Coll de la Font de Cera          | Alella Vallromanes               | collada                                                                        |                               | 41° 30′ 50″ N, 2° 17′ 39″ E / 41.513888888888886°N,2.2941666666666665°E 274.5 msnm                                                                     |                                                      |                      | Modifica les dades a Wikidata |
|        | Molí de Can Maimó                | Vallromanes                      | edifici                                                                        | Estil: arquitectura popular   | 41° 32′ 14″ N, 2° 18′ 38″ E / 41.53717°N,2.31067°E ca:A l'Est del terme, a tocar el límit amb Vilanova del Vallès                                      | bé integrant del patrimoni cultural català           |                      | Modifica les dades a Wikidata |
|        | Molí de Can Patatetes            | Vallromanes                      | molí d'aigua                                                                   | 19th century                  | 41° 31′ 56″ N, 2° 18′ 52″ E / 41.53215°N,2.31432°E ca:Est del terme                                                                                    |                                                      |                      | Modifica les dades a Wikidata |
|        | Pilars de Can Morera             | Vallromanes                      | estructura arquitectònica                                                      |                               | 41° 31′ 58″ N, 2° 17′ 37″ E / 41.53266143798828°N,2.2935779094696045°E ca:Riera de Vallromanes, a prop de l'escola bressol                             |                                                      |                      | Modifica les dades a Wikidata |
|        | Roca Foradada de Vallromanes     | Vallromanes                      | megàlit                                                                        |                               | 41° 32′ 08″ N, 2° 18′ 44″ E / 41.535421°N,2.312231°E                                                                                                   | bé cultural d'interès local                          | Roche Percée         | Modifica les dades a Wikidata |
|        | Vallromanes                      | Vallromanes                      | entitat singular de població capital municipal ens local històric de Catalunya | 2749 hab                      | 41° 31′ 50″ N, 2° 17′ 47″ E / 41.53067665°N,2.29647207°E 188 msnm                                                                                      |                                                      |                      | Modifica les dades a Wikidata |
|        | carrer de Vista Alegre           | Vallromanes                      | carrer conjunt d'edificis                                                      | Estil: arquitectura popular   | 41° 31′ 51″ N, 2° 17′ 50″ E / 41.53081°N,2.297358°E ca:Nucli urbà. Carrer Vista Alegre                                                                 | bé cultural d'interès local                          |                      | Modifica les dades a Wikidata |
|        | casa consistorial de Vallromanes | Vallromanes                      | casa consistorial                                                              |                               | 41° 31′ 55″ N, 2° 17′ 52″ E / 41.5318386°N,2.2977945°E                                                                                                 |                                                      |                      | Modifica les dades a Wikidata |
|        | dolmen de Can Gurri              | Vallromanes Martorelles          | dolmen                                                                         |                               | 41° 30′ 59″ N, 2° 16′ 51″ E / 41.5164°N,2.2808°E serralada de Marina                                                                                   | bé integrant del patrimoni cultural català           | Dolmen de Can Gurri  | Modifica les dades a Wikidata |